# What The...
What The... es el séptimo álbum de estudio de la banda estadounidense Black Flag. Fue lanzado el 5 de noviembre de 2013 en formato digital y el 3 de diciembre en CD, a través del sello SST Records, propiedad del guitarrista y único miembro original del grupo, Greg Ginn.
What The... es el primer álbum en estudio de Black Flag desde In My Head, publicado en 1985, marcando la brecha de tiempo más larga entre dos discos de estudio en su carrera. Asimismo, es el primer lanzamiento con el vocalista Ron Reyes desde Jealous Again (1980) y el baterista Gregory "Drummer" Moore. Este álbum también marcó la primera vez desde My War (1984) que el guitarrista Greg Ginn tocaba el bajo en un disco de Black Flag con el nombre de Dale Nixon. 

## Diseño
A diferencia de la mayoría del arte de la mayoría del catálogo de Black Flag, el diseño gráfico de What The... no fue diseñado o ilustrado por Raymond Pettibon. En su lugar, la carátula fue diseñada por el vocalista Ron Reyes. Este cambio no fue bien recibido. Gregory Adams de Exclaim! describió la carátula como "inducidora de boqueos," y dijo que parecía, "un personaje de South Park dándonos los cuernos del diablo después de haber sido extraído de una bolsa de Fun Dip." Marah Eakin de A.V. Club lo describió como "bajamente asqueroso," y dijo que se veía como una "mezcla de algunos globos verdes viscosos, el sujeto de Warheads, y Rude Dog." Michael Roffman de Consequence of Sound lo describió como "digno de temer", y dijo que fue, "o un gracioso guiño a las calcomanías de autos de los años 90, o una señal de que tan buena es la relación que Ginn aùn tiene con su hermano/ex-artista de Black Flag Raymond Pettibon. ¿De cualquier manera? Vaya."

## Recepción
What The... tuvo una mala recepción por la crítica especializada. En Metacritic, la cual asigna una clasificación normalizada fuera de 100 de reseñas de críticos principales, el álbum recibió un puntaje promedio de 42, sobre la base de 10 reseñas, la cual indica "reseñas mixtas o promedio".
Allmusic le dio al álbum una clasificación de dos estrellas y media de cinco. El reseñador sintió que el cantante Ron Reyes "nunca fue uno de los mejores vocalistas de Black Flag, y no ha mejorado mucho desde más de 30 años" y que "esta música parece torpe y poco entusiasta, y la interacción de Ginn con el nuevo baterista Gregory Amoore se siente lenta y cargada en cada momento."

## Listado de canciones
| N.º | Título                      | Duración |  |
| 1.  | «My Heart's Pumping»        | 2:12     |  |
| 2.  | «Down in the Dirt»          | 3:39     |  |
| 3.  | «Blood and Ashes»           | 1:48     |  |
| 4.  | «Now is the Time»           | 1:47     |  |
| 5.  | «Wallow in Despair»         | 1:30     |  |
| 6.  | «Slow Your Ass Down»        | 1:50     |  |
| 7.  | «It's So Absurd»            | 1:11     |  |
| 8.  | «Shut Up»                   | 1:43     |  |
| 9.  | «This is Hell»              | 2:01     |  |
| 10. | «Go Away»                   | 2:32     |  |
| 11. | «The Bitter End»            | 2:02     |  |
| 12. | «The Chase»                 | 2:17     |  |
| 13. | «I'm Sick»                  | 1:45     |  |
| 14. | «It's Not My Time to Go-Go» | 1:36     |  |
| 15. | «Lies»                      | 2:47     |  |
| 16. | «Get Out of My Way»         | 1:01     |  |
| 17. | «Outside»                   | 2:44     |  |
| 18. | «No Teeth»                  | 1:44     |  |
| 19. | «To Hell and Back»          | 1:43     |  |
| 20. | «Give Me All Your Dough»    | 1:28     |  |
| 21. | «You Gotta Be Joking»       | 1:17     |  |
| 22. | «Off My Shoulders»          | 3:18     |  |

## Créditos
- Ron Reyes – voz
- Greg Ginn – guitarra, theremin
- Dale Nixon (seudónimo de Greg Ginn) – bajo
- Gregory Moore – batería